# Kavaró acélgyártás

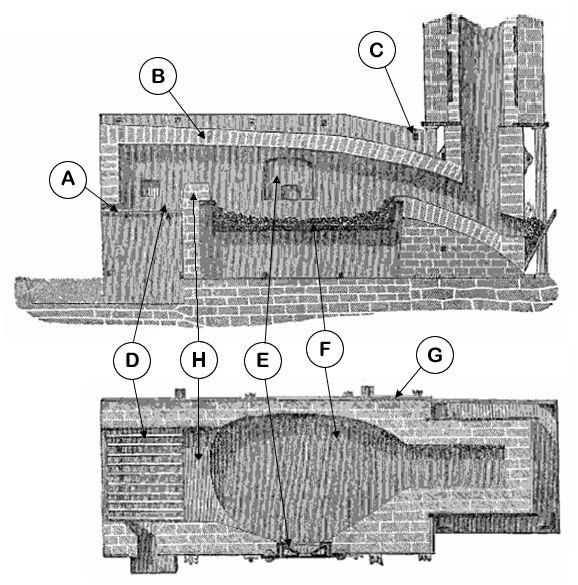
Kavaró kemence rajza (1854).
A–rostély, B, C–mennyezeti falazat, D–tűztér, E–berakó és munkaajtó, F–munkatér, G–öntöttvas borítás, H–tűzhíd.

A kavaró acélgyártás a frisstűzi acélgyártást váltotta az acélgyártási technológiák fejlődése során. A frisstüzeknek kicsiny volt a kapacitásuk, nem tudták tartani a lépést a nyersvasgyártással, a faszénigényük biztosítása is egyre nehezebbé vált. A 18. század utolsó évtizedeire rohamosan megnőtt az igény az acéltermékek iránt, ami egy új, termelékenyebb és gazdaságosabb eljárást igényelt volna. Az eljárást voltaképpen Henry Cort angol kohász dolgozta ki, aki 1784-ben szabadalmaztatta a lángkemencében történő frissítés módszerét.
A kavarókemence három részből áll: a rostélytüzelésből, a munkatérből és a füstgázcsatornából. A kemencét vízzel hűtött öntöttvaskeret vette körül, a tűzálló falazat eleinte vas-oxidban dús salakból, később – a Thomas-módszer felfedezése után – magnezittel bélelték. A kemencében a rostélyon lévő kőszén elégetéséből származó, oxigénben dús füstgáz a tűzhídon átbukva érkezett a munkatérbe, ahol a nyersvasbetétet helyezték el. A kemencét mintegy 4–5 órán át fűtötték, így a nyersvas részben megolvadt. A betétet a munkások a munkaajtón át hosszú vasrudakkal folyamatosan kavargatták, így mindig újabb fémolvadék érintkezhetett a füstgázzal, ami így elvégezhette azt az oxidáló reakciót, amivel a nyersvasból kiégett a fölösleges szén, szilícium, mangán, kis mértékben akén és a foszfor is. A kavarókemence mellett dolgozó munkások rendkívül kemény, fárasztó és egészségre ártalmas munkát végeztek. Az elkészült lupákat a kemencétől közvetlenül kalapácshoz vitték, ahol kovácsolással eltávolították a salakot, majd üreges hengereken kötegekben („csomag”-ban) rúddá, azaz nyerssínné hengerelték. Cortnak erre vonatkozó szabadalma is volt.
Az eljárás eleinte Angliában terjedt el, részben mert erősen titkolták a világ előtt módszerüket. Másrészt viszont az is igaz, hogy az eljárás vitathatatlan előnyei (termelése többszöröse volt a frisstűzi kemence termelésének, olcsó kőszéntüzeléssel működött, a kavartacél kiválóan kovácsolható, nyújtható volt) ellenére csak akkor kezdett komolyan elterjedni, amikor Carl Wilhelm Siemens felfedezte a váltakozó lángjárású regeneratív tüzelési módszerüket, és ezt alkalmazták a kavarókemencéknél is, amivel azok termelékenysége jelentősen megemelkedett. A kavaró acélgyártás Európában a 19. század közepe felé kezdett elterjedni, Magyarországon 1867 után. A diósgyőri, az ózdi és a salgótarjáni kavarókemencékben barnaszén-, a nándorhegyiben fatüzelést alkalmaztak.